# Dramska telesna pantomima
Dramska telesna pantomima
predstavlja podgrupu fizičkog teatra. Cilj je da se predstavi drama unutar pokreta ljudskog tela. Na ovaj način, pantomima se mora primeniti na fizičko kretanje, odnosno na  principe koji su u srži drame: pauze, oklevanja, težine, otpora i iznenađenja. Telesni pantomimičar naglašava značaj tela i fizičke akcije na sceni.

## Istorijat
Etjen Decrouk dramatični telesni pantomimičar koristi telo kao glavni način izražavanja i glumca kao polaznu osnovu za kreiranje sa ciljem "prikazivanja nevidljivog vidljivim" (Etienne Decrouk), da se dozvoli glumac pokaže misao kroz pokret.
Umetnost pokreta, a ne umetnost tišine, dramatična telesna pantomima je pre svega umetnost glumca. Glumac, bez obzira na umetničku ambiciju može biti, mora, pre svega, biti prisutan, "biti" na sceni i ta prisutnost se prikazuje kroz telo. Telo je ono što održava kostim, ono što gledalac vidi, šta nosi glas. To je skelet, ruka u rukavici.
Ovu tehniku pre svega razvio je Etjen Dekru, koji je bio pod jakim uticajem svog treninga sa Jackues Copeau na Ecole du Vieuk-Colombier. On je stvorio ovu metodu i tehniku za kreativne izvođače koji žele da transformišu svoje ideje u fizičku realnost, kako bi se osmislio novi stil pozorišta "čineći vidljivim nevidljivog", kakvim ga je Decrouk stvorio.

## O tehnici
Ciljevi telesne pantomime su da omogući glumcu da postane samostalan u kreiranju metafora na bazi fizičkih pozorišnih komada, koji može da sadrži tekst, ali se ne zasniva na tekstu, odnosno, da bi glumac imao veći pristup fizičkim metaforama u radu u tradicionalnim igrama, i da se poveća snaga glumca, agilnost, fleksibilnost i maštovitost.
Stil pokreta Decrouk je sasvim drugačiji od  Commedia dell'arte iz 19  veka uzeo koji je pantomima preuzela kao svoj model, Decrouk je pod uticajem ove klasične umetničke forme. Decrouk je radio intenzivno sa  Piccolo Teatrom(Milano), obuku glumaca i koreografiju ARLECCHINO u Goldonijevoj predstavi Sluga dva gospodara u režiji Giorgio Strehler. Slučajno, Jackues Lecok, još jedan poznati učitelj pantomime je radio kao nastavnik govora tela na Piccolo Teatro kada ga je nasledio Decrouk.
Za razliku od klasične pantomime, telesni pantomimičari  više nije nepoznata umetnost koja  koristi konvencionalne pokrete za stvaranje iluzije predmeta ili lica.
Telesna pantomima  nastoji da izrazi apstraktne i univerzalne ideje i emocije kroz kodifikovane pokreta celog tela. Neki pantomimičari pišu svoje autorske tekstove. Oni takođe uključuju rekvizite, kostime, maske, svetlosne efekte i muziku. Sadržaj čini izraz pokreta, zajedno sa drugim elementima, zato se često ovaj spektakl naziva  kao fizičko ili pozorište u pokretu.